# Arachnoidella protecta
Arachnoidella protecta är en mossdjursart som beskrevs av Harmer 1915. Arachnoidella protecta ingår i släktet Arachnoidella och familjen Arachnidiidae. Inga underarter finns listade i Catalogue of Life.